# Corgatha fusca
Corgatha fusca är en fjärilsart som beskrevs av Tanaka 1973. Corgatha fusca ingår i släktet Corgatha och familjen nattflyn. Inga underarter finns listade i Catalogue of Life.